# Huayqueriense
El Huayqueriense o SALMA Huayqueriense (del  inglés South American land mammal ages) es una edad mamífero de América del Sur, división establecida para definir una escala geológica de tiempo para la fauna de mamíferos sudamericanos. Su límite inferior se sitúa en los 9 Ma, mientras que su límite superior se ubica en los 6,8 Ma.
La biozona correspondiente a la edad-mamífero Huayqueriense es definida totalmente por el biocrón del roedor Xenodontomys ellipticus, por lo que también es denominada biozona de Xenodontomys ellipticus, o biozona de Stromaphoropsis.
La localidad tipo es la «cantera Seminario» en Grünbein, partido de Bahía Blanca, provincia de Buenos Aires, en el centro de la Argentina. El estratotipo es la Unidad 2. Este es el único nivel fosilífero del perfil, de 50 cm de espesor, desde 2 m partiendo de la hasta el nivel superior. También se reconoce en otros perfiles estudiados en la misma área de Grünbein: «cantera Relleno Sanitario», y «barrancas de Sarmiento».
Presenta un conjunto mastofaunístico característico, integrado por Xenodontomys ellipticus, Phtoramys hidalguense, Borhyaenidium, Aspidocalyptus, Berthawyleria, etc. Su mastofauna fósil sugiere una respuesta a las condiciones relativamente áridas, de ambientes abiertos con pastizales y herbáceas o estepas arbustivas salpicadas de árboles.
Esta edad corresponde a la etapa final del Mioceno tardío, representada por la transición entre el Plioceno inferior y el Mioceno tardío o superior. En esta edad ya estaban representadas las familias características del Pleistoceno, como los Megaterios y los Gliptodontes, pero su tamaño era aún muy reducido comparado al de las especies que hacen su aparición en el período posterior.

## Sucesión de las edades mamífero de América del Sur
| Predecesor: Chasiquense | Huayqueriense Edades mamífero de América del Sur | Sucesor: Montehermosense |